# آن هينينج
آن هينينج (بالإنجليزية: Anne Henning)‏ هي متزلجة أمريكية، ولدت في 6 سبتمبر 1955 في رالي في الولايات المتحدة.

## وصلات خارجية
- آن هينينج على موقع SpeedSkatingBase.eu (الإنجليزية)
- آن هينينج على موقع SpeedSkatingNews.info (الإنجليزية)
- آن هينينج على موقع SpeedSkatingStats.com (الإنجليزية)
- آن هينينج على موقع اللجنة الأولمبية الدولية (الإنجليزية)
- آن هينينج على موقع أوليمبيديا (الإنجليزية)